# Oiseau sans tête
Oiseau sans tête est l’appellation donnée à une roulade de viande farcie en Belgique francophone. Cette préparation, qui est nommée différemment selon les régions, peut être fabriquée à la maison ou achetée chez le boucher. Sa cuisson aisée, sa saveur et son prix de revient raisonnable en font un mets courant dans ce pays, toutes régions confondues.

## Dénomination
La dénomination « oiseau sans tête », parfois interprétée « oiseau sans queue » en Wallonie dans la région liégeoise, a pour synonyme « moineau sans tête ». Dans le Nord, on l'appelle « pigeons sans tête », les provinciaux « alouettes sans tête » et les Suisses l'appellent « fricandeaux ».
L’appellation « oiseau sans tête » est aussi connue des auteurs anglophones comme synonyme de la paupiette française.
« Oiseau sans tête » se traduit littéralement en flamand par vogel zonder kop mais le mets possède une appellation néerlandaise précise « blinde vink » qui signifie « pinson aveugle ».
Blinde vink est apparu sur la liste de prix du volailler amstellodamois Hupkes en 1899 : escalope de veau pour pinson aveugle, sans doute en raison de la ressemblance de forme entre la paupiette cuite et le pinson rôti. L’épithète blinde (aveugle) proviendrait d’une altération du participe passé plukt utilisé dans plukvink (pinson plumé), le nom d’un mets de viande hachée du XVIe siècle. Il est plus vraisemblable que l’adjectif aveugle découle du fait que des oiseaux de volière, et particulièrement les pinsons et les rossignols, étaient volontairement aveuglés par énucléation, par brûlure des yeux ou encore par couture des paupières, afin qu’ils ne puissent être distraits pendant leur chant. Le blinde vink, n’ayant pas de tête, était forcément aveugle.
Selon Alain Senderens, une sorte d'oiseau sans tête belge existe sous le nom de loze vink (faux pinson).

## Définition
L’oiseau sans tête n’est pas, comme son nom le laisse supposer, un oiseau servi sans tête, comme on le faisait au Moyen Âge - un type de présentation qui a perduré jusqu’au XXIe siècle. C’est une roulade d’escalope de bœuf, mouton, veau ou volaille farcie d’un hachis, ficelée et parfois bardée, rôtie ou plus souvent braisée qui sert communément de mets principal dans les familles et dans les cantines des collectivités.

## Préparation

Découpe du bœuf : 7 = tende de tranche ; 8 = gite à la noix ; 19 = jumeau à bifteck.

Au XXIe siècle, l’oiseau sans tête s’achète généralement chez le boucher qui le vend cru, soit à la pièce, soit au kilogramme dans le colis économique qui rassemble diverses viandes.
Pour former l’escalope, le boucher utilise les bavettes, le dessus de côte, le jumeau ou le pectoral ascendant de l'épaule du veau, le gite à la noix, le jumeau à bifteck ou la partie mince du dessus de tranche du bœuf, les bavettes ou la noix d'épaule du porc, le filet du pectoral (le « blanc ») de la volaille.
L’achat de l’oiseau sans tête en boucherie permet un gain de temps important pour le cuisinier, car la confection seule de la roulade implique d’aplatir fortement l’escalope jusqu’à l’épaisseur d’un papier à cigarette, de confectionner le hachis à partir de haché (mélange de porc et bœuf, ou de porc et veau), d’œuf, d’ail, d’échalote, de persil, de sel et poivre, additionné de pain trempé dans du lait, de garnir la fine tranche de viande du hachis, de l’enrouler en veillant à bien fermer les extrémités de la roulade pour que la farce ne s’en échappe pas et de la ficeler pour lui garder sa forme, voire de la barder.

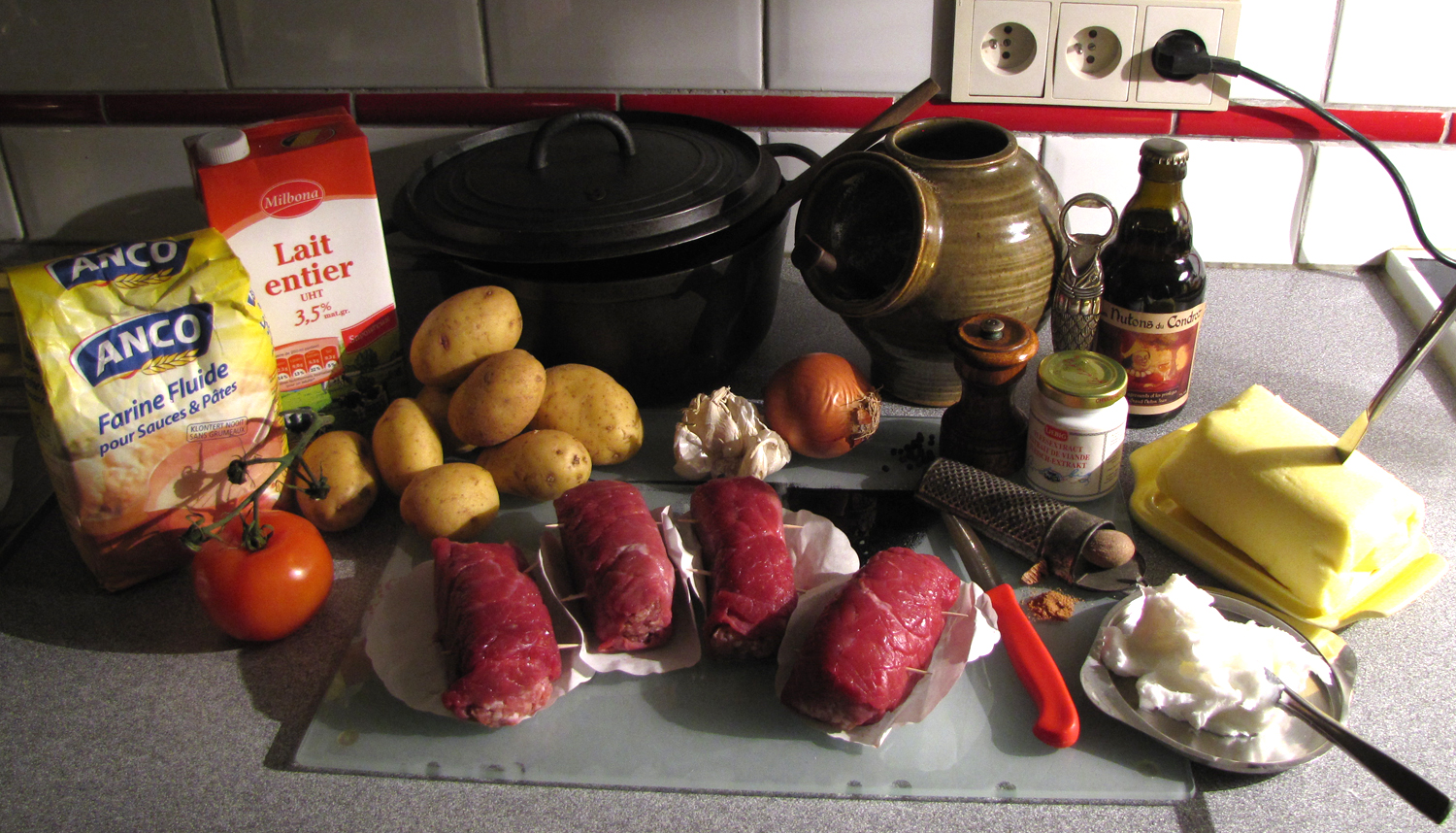
Ingrédients traditionnels.

Après avoir fait colorer l’oiseau ainsi formé dans du saindoux fondu en cocotte ou dans une braisière, on ajoute un oignon et une tomate coupés en gros morceaux, du bouillon de bœuf (parfois réalisé avec de l’extrait de viande) et de la bière que l’on porte à ébullition.  Le mets mijote ensuite longuement à couvert ce qui laisse le temps de préparer sa garniture de légumes — souvent une purée de pommes de terre épaisse. Le fond de cuisson, agrémenté de beurre manié, constitue la sauce dont on nappe l’oiseau sans tête, après en avoir ôté la ficelle, pour la présentation à table.

## Dégustation
Le mets se consomme chaud avec, pour boisson, de la bière (de préférence la même que celle utilisée pour la cuisson) ou du vin rouge.  Selon l’appétit, on compte de un à trois oiseaux sans tête par personne.

## Variantes
Le loze vink (faux pinson) ne comporte pas de hachis : l'escalope de bœuf n'est farcie que d'une tranche de lard fumé, la roulade étant entourée d'une seconde tranche du même lard.
L'oiseau sans tête à l'ardennaise est composé d'une tranche de bœuf enroulée autour d'un morceau de lard fumé et d'une rondelle de saucisson fumé d'Ardennes à l'ail ; ficelé et doré au beurre, il est mijoté couvert d'eau chaude et servi avec le fond de cuisson lié au beurre manié, parsemé de persil ciselé. Il peut se manger froid, avec des œufs durs et des crudités.

## Dans la littérature
« Mon Dieu, oiseau sans tête, graisse froide dans la poêle de mes hautes cuisines. »

— Jacques Crickillon, Au bord des fonderies mortes. Romance.